# Aureliano de Sousa e Oliveira Coutinho
Aureliano de Sousa e Oliveira Coutinho, Vizconde de Sepetiba (Niterói, 21 de julio de 1800 - Niterói, 25 de septiembre de 1855) fue un magistrado y político brasileño. Ocupó varios cargos altos en la organización política del Imperio del Brasil.
Nació en Itaipu, en el municipio de Vila da Praia Grande, Niterói, el 21 de julho de 1800. Estudió Derecho en la Universidad de Coímbra en 1825. Fue juiz de fora y oidor en São João del-Rei y, luego, en Ouro Preto. Fue diputado durante la segunda legislatura del Imperio entre 1830 a 1833. Fue presidente de la provincia de São Paulo por tres meses en 1831. Durante el Periodo de Regencia fue aliado de Diogo Antônio Feijó y asumió el cargo de ministro de los Negocios del Imperio (1833),  de Justicia y de Negocios Extranjeros. Tuvo un papel importante en la destitución de José Bonifácio del puesto de tuto del futuro emperador Pedro II y, luego de dejar el ministerio, fue desembargador (1835) y nuevamente diputado (1838). Fue uno de los líderes del golpe da maioridade y regresó a ocupar la cartera de Negócios Estrangeiros (1840) y, de inmediato, fue nombrado presidente de la provincia de Río de Janeiro y senador vitalício por Alagoas (1842).
Recibió las condecoraciones de caballero de la Orden de Cristo y de la Rosa y dignatario de la Imperial Orden del Cruzeiro. Recibió el título de vizconde de Sepetiba.
Durante la primera mitad del Segundo Reinado del Imperio de Brasil. Fue un hombre de gran valor para el joven emperador Pedro II, en virtud de su formación como bachiller en Derecho y de sus habilidades como comerciante, periodista, diplomático y militar. Con toda la influencia que tenía, el Vizconde de Sepetiba organizaba bailes en su casa donde reunía a gran parte de la élite carioca.
Murió en Niterói el 25 de septiembre de 1855.